# Liste der geschützten Landschaftsbestandteile im Landkreis Peine
Im Landkreis Peine gibt es diese ausgewiesenen geschützte Landschaftsbestandteile.
| Flachsrotte Bodenstedt                                                  | BW | GLB PE 00001 | Vechelde                                                                 | ⊙ |  | 31. Jan. 1994 |
| Ehemalige Bahnstrecke Celle-Braunschweig, Abschnitt Plockhorst-Harvesse | BW | GLB PE 00002 | Edemissen                                                                | ⊙ |  | 6. Juni 1996  |
| Wäldchen Rickmannskamp                                                  |    | GLB PE 00003 | Wendeburg                                                                | ⊙ |  | 20. März 1996 |
| Fischteich Groß Bülten                                                  | BW | GLB PE 00004 | Ilsede                                                                   | ⊙ |  | 17. Dez. 1996 |
| Freiflut                                                                | BW | GLB PE 00005 | Hohenhameln Abschnitt des Großen Grabens zwischen Hohenhameln und Harsum | ⊙ |  | 22. Apr. 1999 |
| Eichengruppe Voßhöhlen                                                  | BW | GLB PE 00006 | Edemissen                                                                | ⊙ |  | 16. Sep. 1998 |
| Baumschutzsammlung Gemeinde Lengede                                     | BW | GLB PE 00007 | Edemissen                                                                | ⊙ |  | 26. Juni 1998 |
| Landschaftsbestandteile in der Gemarkung Bründeln                       | BW | GLB PE 00008 | Lengede                                                                  | ⊙ |  | 26. Juni 1998 |
| Wenser Allee                                                            |    | GLB PE 00009 | Edemissen K 69 zwischen Wense und Ersehof                                | ⊙ |  | 19. März 2009 |
| Legende für Geschützter Landschaftsbestandteil                          |    |              |                                                                          |   |  |               |